# أوتو الأول دوق كارينثيا
أوتو الأول (حوالي 950  - 4 نوفمبر 1004)، الملقب بـ أوتو فون فورمس أحد أفراد السلالة السالية، كان دوق كارينثيا منذ 978 حتى 985 ومرة أخرى من 1002 حتى وفاته.

## سيرة
كان أوتو الابن الوحيد لوالديه ليوتجارد ابنة الإمبراطور أوتو الأول وكونراد الأحمر دوق لوثارينجيا، توفيت والدته بعد ثلاث سنوات من ولادته، عاش أوتو معظم حياته المبكرة في بلاط جده حتى وفاته في عام 973، اعتلى خاله أوتو الثاني العرش الإمبراطوري.
تم توثيق أوتو فون فورمس لأول مرة باعتباره كونتًا في حوالي عام 956، وكما احتل أيضًا و، بالإضافة إلى العديد من المقاطعات الأخرى في المنطقة، وفي عام 978 عينه الإمبراطور أوتو الثاني دوقًا لكارينثيا ومرغريف فيرونا، بعد أن تمرد ضد السلطة الإمبراطورية خلال حرب هاينريش الثلاث وتم عزله خلالها، ومع ذلك في عام 985، أعادت أرملة خاله الإمبراطورة ثيوفانو من أجل الحصول على الدعم لخلافة ابنهما القاصر أوتو الثالث كارينثيا إلى المتمرد السابق، لهذا خسر أوتو الدوقية ولكنه احتفظ بلقب الدوق "دوق فورمس"،  وحصل على القصر لوتيرن الإمبراطوري واستولى على عقارات كبيرة تعويض له منها دير فيسيمبورغ (Weißenburg).
عند وفاة هاينريش الثاني دوق بافاريا عام 995، حصل أوتو مرة أخرى على دوقية كارينثيا وتخم فيرونا، عندما توفي الإمبراطور أوتو الثالث عام 1002، كان أوتو من فورمس وهاينريش الرابع دوق بافاريا مرشحين لمنصب الملك الجديد لألمانيا، إلا أنه انسحب من الانتخابات وحصل على دوقية كارينثيا في المقابل، لهذا أصبح هاينريش الملك الأوحد، ومع ذلك فقد أُجبر على التنازل عن ممتلكاته الراينية لمنافسه القديم الأسقف بورشارد من فورمس .
توفي أوتو بعد عامين، وخلفه ابنه كونراد دوقًا على كارينثيا.

## الذرية
تزوجت من جوديث يعتقد أنها حفيدة أرنولف الأول دوق بافاريا، ولهما أربعة أطفال معروفين وهم:
- هنري شباير (توفي قبل عام 1000)؛ كونت في فورمسغاو، هو والد الإمبراطور كونراد الثاني.
- البابا غريغوري الخامس (توفي سنة 999).
- كونراد الأول دوق كارينثيا (توفي عام 1011).
- غيوم الأول أسقف ستراسبورغ (توفي عام 1047).